# Ralph Friedländer
Ralph Friedländer (geboren 1959 in Maputo, Mosambik) ist ein Schweizer Rechtsanwalt und Präsident des Schweizerischen Israelitischen Gemeindebunds (SIG).

## Leben
Er ist aufgewachsen in Genf und im Tessin in Lugano, studierte Psychologie mit Master-Abschluss in Zürich und war von 2014 bis 2020 Präsident der Jüdischen Gemeinde Bern sowie von 2008 bis 2014 Präsident des Keren Hajessod Bern.
Seit 2020 war er Vizepräsident des SIG und ist seit dem 2. Juni 2024 SIG-Präsident (als Nachfolger von und im Wechsel mit Ralph Lewin).
Von 1991 bis Ende Mai 2024 war er als Diplomat und Unterhändler in zahlreiche Abkommen der Schweiz mit dem Ausland involviert und blickt auf eine jahrzehntelange Karriere in verschiedenen Institutionen der schweizerischen Bundesverwaltung zurück.
Er war auch Leiter des Wirtschafts- und Handelsförderungsdienstes an der Schweizer Botschaft in Lagos, Nigeria. Von 2011 bis 2016 war er für den Schweizer Beitrag an die neuen EU-Mitgliedstaaten in der Tschechischen Republik, der Slowakei und Slowenien verantwortlich und leitete das Schweizer Erweiterungsbeitragsbüro in Prag. Von 2016 bis 2019 war er verantwortlich für die Afrikanische Entwicklungsbank (AfDB) und das Thema Rohstoffe in Westafrika sowie Mitglied des Qualitätssicherungsnetzwerks der Direktion für Entwicklung und Zusammenarbeit (DEZA). Seit 1. Juni 2024 ist er pensioniert.
Er spricht Deutsch, Französisch, Italienisch, Spanisch, Portugiesisch und Hebräisch.